# Sbadiglio

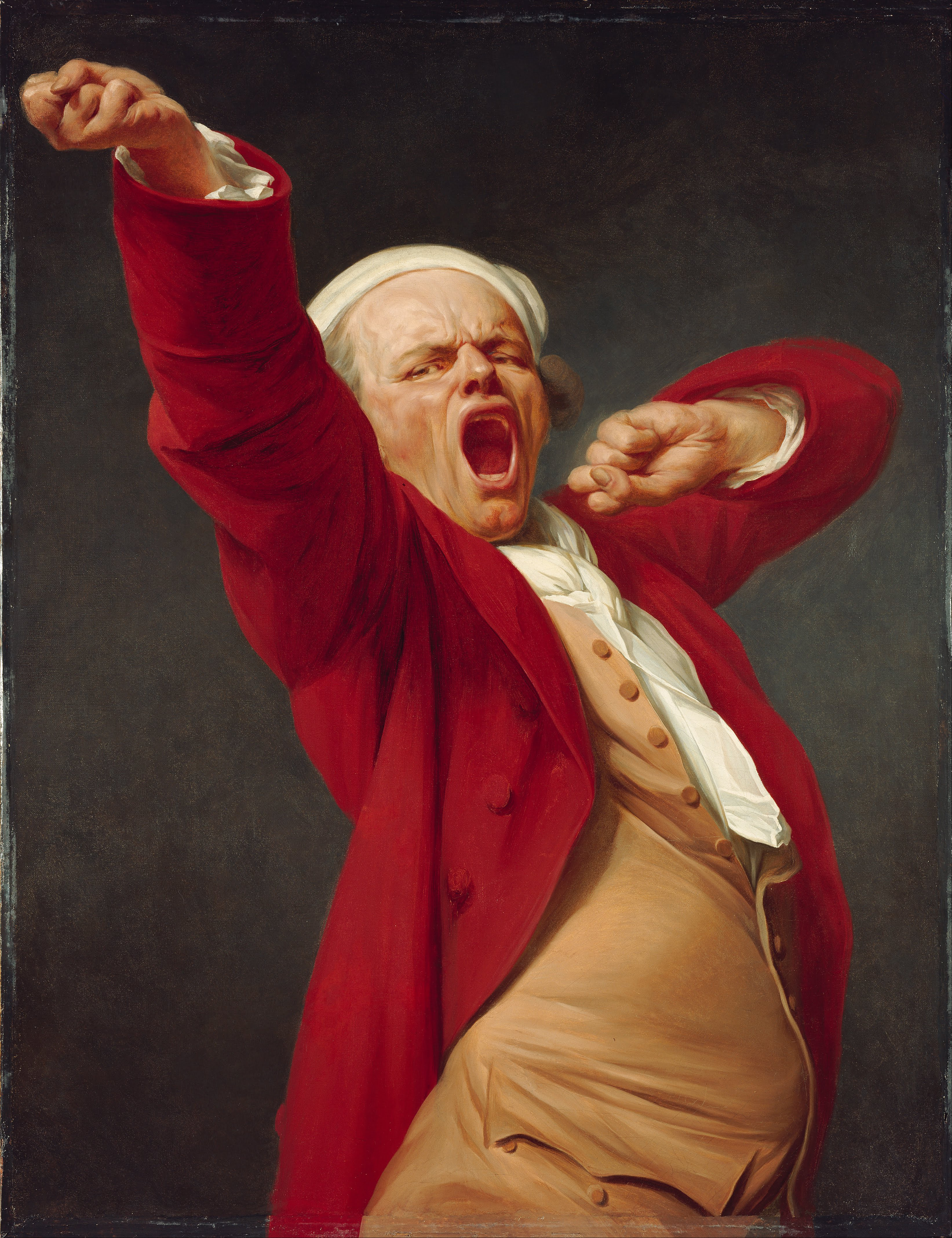
Joseph Ducreux che sbadiglia (autoritratto del 1783 circa, Getty Museum, Los Angeles)

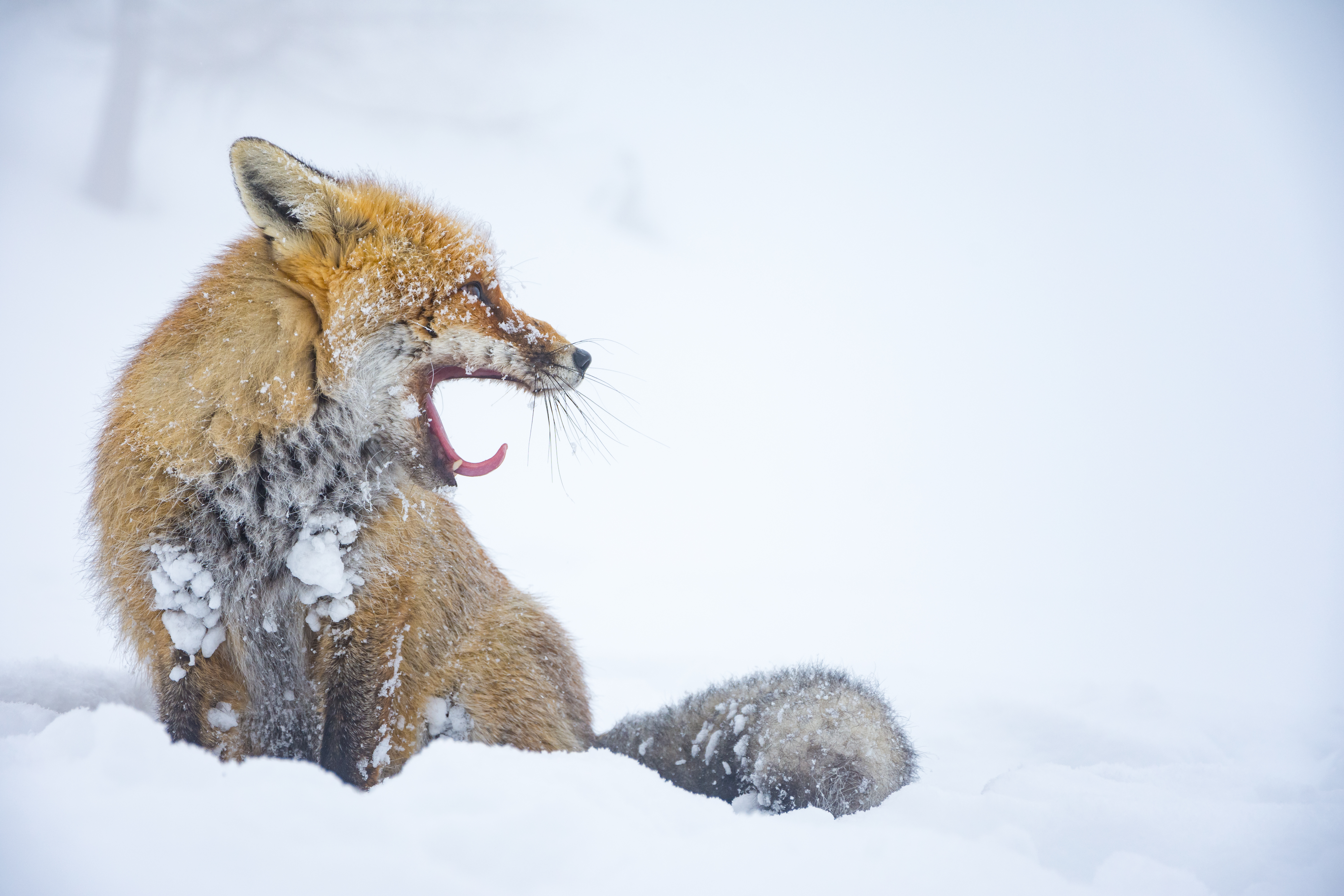
Una volpe mentre sbadiglia

Uno sbadiglio è un riflesso respiratorio consistente in una profonda inalazione ed espirazione. 
Pandiculazione è il termine utilizzato per definire l'insieme delle contrazioni muscolari che di solito accompagnano lo sbadiglio e che portano a "sgranchirsi".
Lo sbadiglio spontaneo è un comportamento molto antico, ampiamente presente nei vertebrati, dai pesci all'uomo.
Le esatte cause che provocano uno sbadiglio non sono state completamente chiarite. A seconda del gruppo animale nel quale lo si ritrova, incluso l'uomo, lo sbadiglio può essere associato a vari stati, come la stanchezza, lo stress, la noia e la fame.

## Significato biologico
Alcuni studiosi sostengono che lo sbadigliare non può essere causato da una mancanza di ossigeno, come fu ipotizzato da altri, semplicemente perché l'atto dello sbadiglio in sé riduce sensibilmente la quantità di ossigeno immessa nei polmoni tramite il normale processo respiratorio.
Una seconda ipotesi deriva da uno studio del 2021: lo sbadiglio potrebbe essere un segnale involontario e spontaneo che manifesta il proprio stato di scarsa vigilanza allo scopo di aumentare l'allerta negli altri membri del gruppo. I soggetti dello studio devono individuare la foto di un serpente nascosta tra quelle di alcune rane o viceversa: i tempi per completare il compito diminuiscono quando il soggetto di studio abbia appena visto qualcuno sbadigliare.

### Il contagio e l'empatia
Lo sbadiglio negli umani è contagioso; questo significa che, in generale, è più probabile che una persona sbadigli dopo aver percepito (con la vista, l'udito, o entrambi i sensi) lo sbadiglio emesso da un'altra persona. La frequenza di contagio varia durante il giorno, con un picco a mattina presto e in tarda serata. 
Ipotesi di tipo clinico, psicologico e neurobiologico suggeriscono e supportano il legame tra contagio dello sbadiglio ed empatia. Ad esempio, il contagio inizia a manifestarsi a 4-5 anni di età, quando i bambini sviluppano la capacità di identificare, in modo corretto, le emozioni altrui. Inoltre, il contagio è ridotto o assente in soggetti che presentano disturbi legati all'empatia, come gli autistici ed è positivamente legato ai punteggi soggettivi di empatia basati su test di tipo psicologico. Infine, le aree del cervello legate alla sfera emotiva si sovrappongono, in parte, con quelle coinvolte nella risposta allo sbadiglio, con un possibile coinvolgimento dei neuroni specchio.
Al di là dell'uomo, il contagio dello sbadiglio, con possibili implicazioni empatiche, è stato finora dimostrato negli scimpanzé e nei babbuini gelada. La presenza di contagio tra uomo e cane domestico, considerato capace di un legame empatico con gli umani, è stata ipotizzata, ma i risultati sono controversi.
Uno studio condotto all'Università di Pisa ha fornito la prima evidenza comportamentale che il contagio dello sbadiglio è associato al legame empatico tra le persone. Lo studio ha dimostrato che il contagio segue lo stesso gradiente dell'empatia: è massimo nei parenti stretti (genitori/figli/nipoti, fratelli, coppie stabili), decresce negli amici, poi nei conoscenti (persone legate solo da un terzo elemento esterno, cioè il lavoro o un amico in comune) e raggiunge il minimo negli sconosciuti. Lo studio rivela che anche la risposta allo sbadiglio (misurata in termini di tempo di latenza) è più rapida tra parenti stretti, amanti e amici.